# Батбаярын Ариун-Эрдэнэ
Батбаярын Ариун-Эрдэнэ (род. 14 января 1983) — монгольский самбист и дзюдоист, серебряный призёр чемпионата Азии по дзюдо 2005 года, бронзовый призёр этапа Кубка мира по самбо 2014 года, чемпион (2005), серебряный (2014) и бронзовый (2004, 2011) призёр чемпионатов мира по самбо.
По самбо выступал в первой средней (до 82 кг), второй средней (до 90 кг) и полутяжёлой (до 100 кг) весовых категориях.
Выпускник Международного университета Их Засаг 2004 года по специальности «юриспруденция». Председатель Демократической партии Булганского аймака. Был директором компании «Шиджир Альт». В 2020 году стал губернатором Булганского аймака. Является генеральным секретарём Федерации самбо Монголии и вице-президентом Федерации дзюдо Монголии. Также возглавляет Баскетбольную ассоциацию Булгана и Федерацию самбо и дзюдо Булгана.